# День на роздум
«День на роздум» («День на размышление») — радянський художній фільм 1980 року, знятий режисером Августом Балтрушайтісом на кіностудії «Ленфільм».

## Сюжет
Начальник управління лінійних перевезень великого пароплавства, досягнувши певного віку, вирішив залишити клопітку посаду та подав заяву про звільнення. Колосову дали день на роздуми. Згадавши багато чого, він зрозумів, що нинішнє тихе і благополучне життя далекі від його діяльної натури й перейшов на педагогічну роботу в морехідне училище.

## У ролях
- Всеволод Сафонов — Олександр Васильович Колосов
- Артем Іноземцев — Локтєв
- Ірина Губанова — Тетяна Олександрівна
- Ельза Леждей — Ліза
- Віктор Чекмарьов — Язиков
- Юрій Соловйов — Рекалов
- Олександр Захаров — Мєрзлов
- Ігор Ерельт — начальник пароплавства
- Сергій Мигіцко — Рольф Дюбет
- Володимир Долинський — помічник
- Вікторія Горшеніна — Маріон Дюбет
- Ігор Варпа — Плейт
- Олександр Пашутін — епізод
- Наталія Андрейченко — епізод
- Василь Вєкшин — епізод
- Сергій Гальцев — епізод
- Олександр Довготько — епізод
- Євген Меньшов — епізод
- Валентина Паніна — епізод
- В. Безсонов — епізод
- Олександр Болонін — епізод
- Л. Прокопенко — епізод
- Наталія Журавльова — епізод

## Знімальна група
- Режисер — Август Балтрушайтіс
- Сценарист — Олександр Горохов
- Оператор — Микола Строганов
- Композитор — Олександр Флярковський
- Художник — Всеволод Улітко